# Кенсінгтонський замок

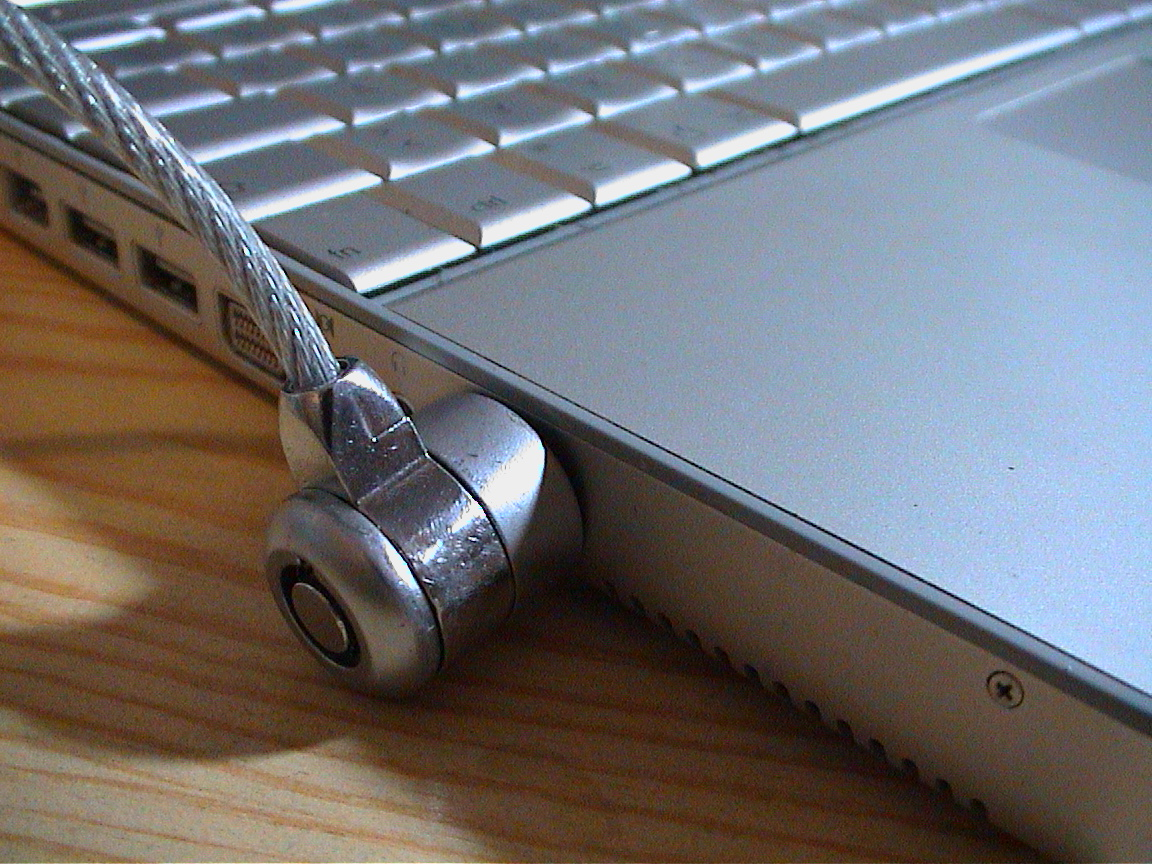
Підключений замо́к Kensington на стороні ноутбука.

Кенсінгтонський замо́к — (англ. Kensington lock) — невеликий отвір у корпусі деяких ноутбуків, РК-моніторів та інших пристроїв, призначений для сполучення зі спеціальним замком (на зразок велосипедного замку) з сталевим тросом, що охоплює будь-який нерухомий, великогабаритний або важкий предмет. Застосування такої конструкції дозволяє знизити ризик крадіжки пристрою.
Деякі виробники пропонують пристрій, що нагадує Кенсінгтонський замок, але кріпиться до порту (COM, LPT або VGA).

## Використання
Kensington замки можуть бути використані в найрізноманітніших умовах, як правило, як фактор стримування для запобігання крадіжки. Особи можуть використовувати їх в громадських місцях, таких як завантажених офісах, кафе, готельних номерах і бібліотеках. Компанії можуть використовувати їх для забезпечення потрібного устаткування, яке повинно бути залишено в громадських місцях, таких як комп'ютерні дисплеї в роздрібному магазині або відео проектори, що використовуються в конференц-залі готелю.

## Користь
Кенсінгтонський замок легко долається зловмисником з відповідними інструментами, тому не запобігає спланованій крадіжці — до того ж багато моделей Кенсінгтонських замків легко ламаються. Зате він дуже ефективний проти крадіжок «на ривок», коли злодій хапає пристрій і біжить — в магазинах, готелях і т. д.
У деяких пристроях (наприклад, моніторах) щілина для замку пластмасова, і тому замок легко вирвати «з м'ясом». Втім, перепродати такий пристрій буде складно — по ушкодженнях корпусу очевидно, що його вкрадено.

## Альтернативи
Деякі виробники пропонують подібні механізми блокування, які не вимагають спеціального отвору замка. Вони обладнують популярний порт, наприклад, VGA або порт принтера спеціальними гвинтами або ж отворами для кріплення замків на місці. Інші є повністю електронними, і випромінюють сигнал, якщо вони будуть вилучені з гнізда. Ці механізми більш універсальні, але займають цілий порт, який використовувати за основним призначенням неможливо.

## Галерея

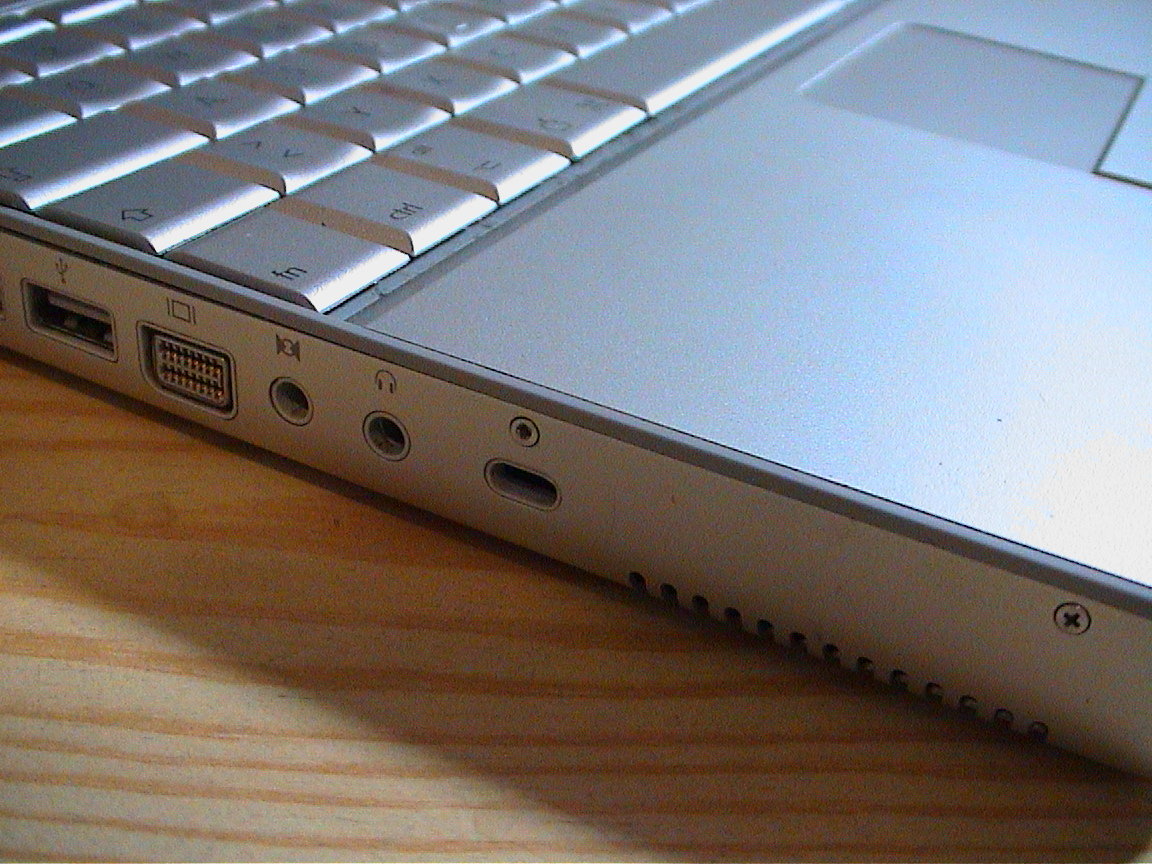
Отвір для замка на бічній поверхні ноутбука
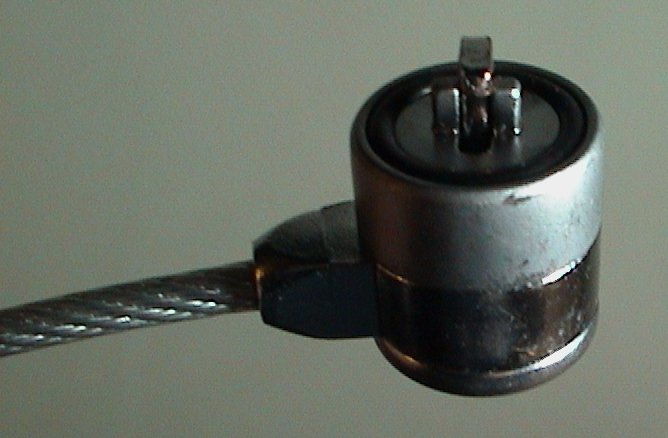
Замок, що вставляється в отвір на корпусі пристрою
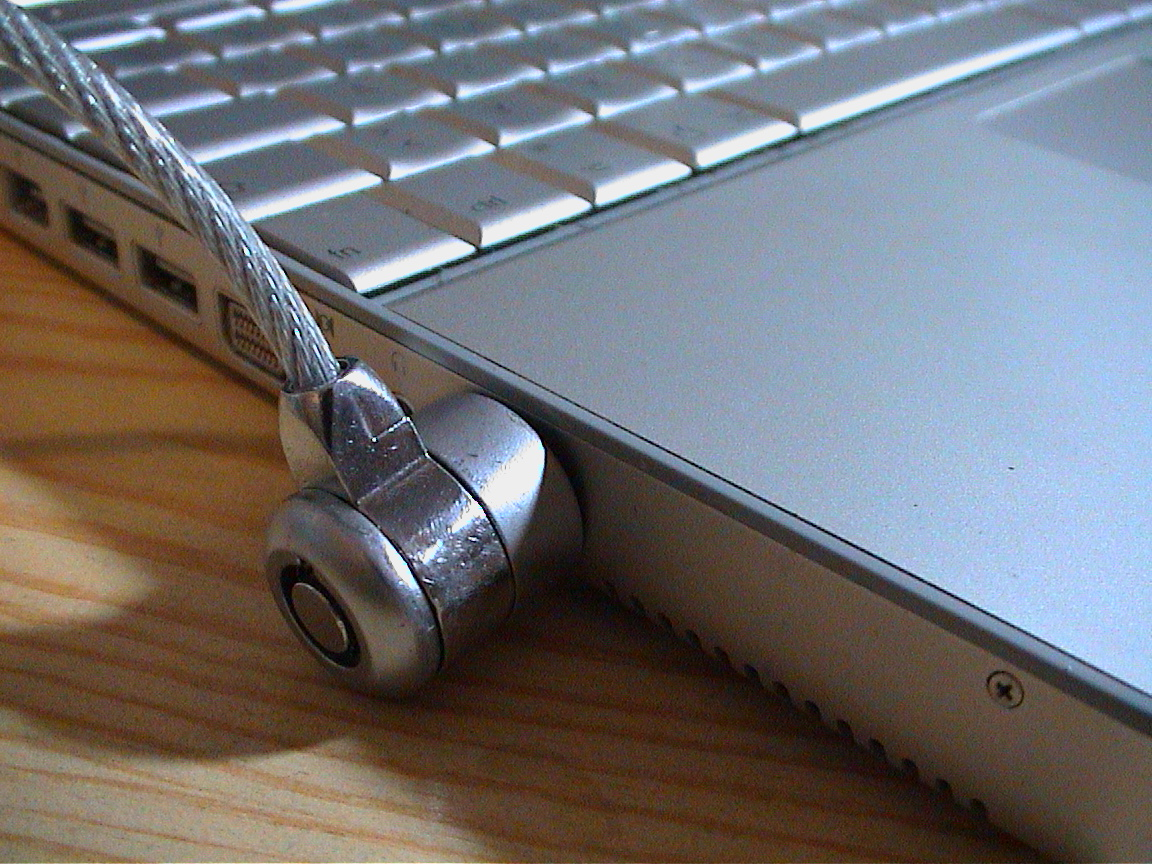
Приєднаний до ноутбука замок